# Потенциально опасные астрономические объекты
Потенциально опасный астрономический объект (ПОАО) — космический объект (астероид или комета), орбита которого допускает приближение к Земле на потенциально опасное расстояние, а  размеры достаточно велики, чтобы столкновение могло причинить существенный ущерб.
Объект считается потенциально опасным, если он приближается к орбите Земли на расстояние менее 0,05 а. е. (примерно 19,5 расстояния от Земли до Луны) и его диаметр превышает 100—150 метров. Объекты таких размеров достаточно крупны, чтобы вызвать беспрецедентные разрушения на суше либо гигантское цунами в случае падения в океан. События таких масштабов происходят примерно раз в 10 000 лет. По оценкам учёных, сделанным на основе информации, полученной с космического телескопа WISE, количество потенциально опасных объектов диаметром более 100 метров составляет 4700 ± 1500. К 2012 году от 20 до 30 % этих объектов были обнаружены. Астероиды диаметром более 35 метров также могут представлять значительную угрозу — например, в случае падения на город.
Диаметры большинства малых астероидов неизвестны и могут быть оценены только на основе яркости и расстояния. Программа NEO (англ. Near-Earth Objects Program — Программа наблюдения за объектами, сближающимися с Землёй), проводимая NASA и JPL, классифицирует объект как потенциально опасный, если его абсолютная звёздная величина составляет 22,0 или меньше (ярче). Для определения размера объекта с известной абсолютной звёздной величиной необходимо также знать его альбедо, однако и этот параметр обычно неизвестен. Программа NEO полагает альбедо равным 0,13, что и даёт нижний предел размера в 150 м; при этом оценки диаметра, приведённые в таблице рисков Архивировано 20 мая 2013 года., сделаны исходя из альбедо 0,154.
На январь 2009 года NASA насчитало 1006 потенциально опасных астероидов и 85 сближающихся с Землёй комет. Общее количество известных объектов такого рода в Солнечной системе продолжает расти, оно достигло 1360 ПОАО к декабрю 2012 года. Каждый из найденных объектов изучали с помощью различных приборов, включая телескопы, радары и инфракрасные камеры, чтобы определить их характеристики, включая размер, состав, период оборота вокруг своей оси, и уточнить орбиту. В этих исследованиях участвовали и профессиональные астрономы, и любители.
Во время сближений астероидов с планетами и их спутниками на них действует гравитация, изменяя их орбиту, и возможен переход астероидов из списка ПОО в список безопасных, и наоборот. Это является отражением динамичного характера Солнечной системы.
В 2005 году Конгресс США поставил перед NASA задачу обнаружить к 2020 году 90 % всех объектов, сближающихся с Землей и имеющих размер более 140 метров. Однако и объекты меньшего размера могут нанести существенный ущерб — Тунгусскую катастрофу вызвало падение объекта размером 50—80 метров.
Для классификации опасности столкновения астероидов существуют специальные шкалы. Основные из них — Палермская шкала и Туринская шкала. За всю историю ведения Туринской шкалы самый большой уровень опасности (четыре балла) был назначен астероиду (99942) Апофис, однако последующие более точные вычисления понизили оценку уровня его опасности сначала до одного балла, а затем и до нуля.
Крупнейшие ПОАО (на основе абсолютной звёздной величины), упорядоченные по году открытия:
| Название/Год              | H     |
| ------------------------- | ----- |
| (4179) Таутатис (1989 AC) | 15,3  |
| (4953) 1990 MU            | 14,1  |
| (7341) 1991 VK(eng)       | 16,7  |
| (5604) 1992 FE(eng)       | 16,4  |
| (39572) 1993 DQ1(fr)      | 16,4  |
| (136618) 1994 CN2         | 16,6  |
| (243566) 1995 SA          | 17,3  |
| (8566) 1996 EN            | 16,5  |
| (35396) 1997 XF11         | 16,9  |
| (16960) 1998 QS52         | 14,3  |
| (137427) 1999 TF211       | 15,0  |
| (23187) 2000 PN9          | 16,1  |
| (111253) 2001 XU10        | 14,9  |
| (89830) 2002 CE           | 14,7  |
| (242216) 2003 RN10        | 15,7  |
| (242450) 2004 QY2         | 14,7  |
| (308242) 2005 GO21        | 16,4  |
| 2006 VV2                  | 16,8  |
| (214869) 2007 PA8         | 16,2  |
| (294739) 2008 CM          | 17,15 |
| 2009 MS                   | 16,0  |
| 2010 CL19                 | 17,55 |
| 2011 UL21                 | 15,7  |
| 2012 LK9                  | 17,8  |
| (436724) 2011 UW158       | 19,5  |